# Graaf van Carrick (Schotland)
Graaf van Carrick (Engels: earl of Carrick) was een Schotse, tegenwoordig Britse dynastieke titel. De titel is vernoemd naar de regio Carrick, tegenwoordig gelegen in de council area South Ayrshire.
De titel werd voor het eerst gedragen door Duncan MacGilbert, zoon van Gilbert MacFergus, heer van Galloway. Zijn kleindochter Marjorie, 3e gravin van Carrick,  huwde met Robert de Brus, 6e heer van Annandale. Hun zoon Robert erfde het graafschap in 1292 na de dood van Marjorie, maar in 1306 werd hij koning van Schotland, waarna de titel verviel aan de kroon.
Sindsdien is de titel, op de vijfde creatie na, altijd zeer verbonden geweest met de Schotse kroon, in de zin dat naaste familielden van de Schotse koningen de titel droegen. In 1469 besloot het Schotse parlement dan ook dat de oudste zoon van de koning de titel zou dragen, samen met die van hertog van Rothesay. Na de vereniging van Engeland en Schotland in 1707 werd dat de erfgenaam van de Britse troon en na de Act of Union van 1801 de erfgenaam van de troon van het Verenigd Koninkrijk, te vergelijken met hertog van Cornwall.
In 1628 was er nog een creatie van een graaf van Carrick in Orkney door Jacobus I van Engeland voor zijn neef John Stuart. Deze John was een zoon van Robert Stuart, 1e graaf van Orkney, die een buitenechtelijke zoon was van Jacobus V van Scotland. Feitelijk was hij dus geen graaf van Carrick, maar volledigheidshalve is hij wel opgenomen in de lijst hieronder.

## Graaf van Carrick, eerste creatie (1186)
- 1186 – 1250: Duncan MacGilbert († 1250), 1e graaf van Carrick
- 1250 – 1256: Neil van Carrick († 1256), 2e graaf van Carrick
- 1256 – 1292: Marjorie van Carrick († 1292), 3e gravin van Carrick
- 1292 – 1306: Robert the Bruce (1274 – 1329), 4e graaf van Carrick; werd in 1306 koning van Schotland

## Graaf van Carrick, tweede creatie (ca. 1314)
- ca 1314 – 1318: Edward Bruce (ca 1275 – 1318), 1e graaf van Carrick

## Graaf van Carrick, derde creatie (1328)
- 1328 – 1329: David Bruce (1324 – 1371), 1e graaf van Carrick; werd in 1329 koning van Schotland

## Graaf van Carrick, vierde creatie (ca. 1330)
- ca 1330 – 1333: Alexander Bruce († 1333), 1e graaf van Carrick

## Graaf van Carrick, vijfde creatie (ca. 1361)
- ca 1361 – 1364: Willem van Cunynghame († 1364), 1e graaf van Carrick

## Graaf van Carrick, zesde creatie (1368)
- 1368 – 1390: John Stuart (ca 1340 – 1406), 1e graaf van Carrick; werd in 1390 koning van Schotland

## Graaf van Carrick, zevende creatie (1390)
- 1390 – 1402: David Stuart (1378 – 1402). 1e graaf van Carrick; 1e graaf van Atholl en 1e hertog van Rothesay 1398

## Graaf van Carrick, achtste creatie (1404)
- 1404 – 1406: Jacobus Stuart, 1e graaf van Carrick; 1e hertog van Rothesay 1402; werd in 1406 koning van Schotland

## Graaf van Carrick in Orkney (1628)
- 1628 – 1652: John Stuart († 1652), 1e graaf van Carrick